# Pirogovka
Pirogovka (en rus: Пироговка) és un poble de l'óblast d'Astracan, a Rússia, segons el cens del 2021 tenia 770 habitants.